# Okrajová teorie
Okrajová teorie je myšlenka nebo názor, který se v daném oboru liší od dobově přijímaného učení. Mezi okrajové teorie patří modely a návrhy okrajových věd, stejně jako podobné myšlenky v jiných oblastech vědy, například v humanitních vědách. Termín okrajová teorie se běžně používá v užším smyslu jako pejorativní označení, zhruba jako synonymum pro pseudovědu. Přesné definice, které by rozlišovaly mezi široce rozšířenými názory, okrajovými teoriemi a pseudovědou, je obtížné vytvořit kvůli demarkačnímu problému. Problémy s falešnou vyvážeností nebo falešnou ekvivalencí mohou nastat, když jsou okrajové teorie prezentovány jako rovnocenné obecně přijímaným teoriím.

## Definice
Okrajové teorie jsou myšlenky, které se výrazně liší od převládající nebo hlavní teorie. Okrajová teorie není ani většinovým názorem, ani názorem respektované menšiny. Obecně má termín okrajová teorie blíže k lidovému chápání slova teorie – hypotéza, odhad nebo nejistá myšlenka – než k pojmu vědecká teorie. Ačkoli se okrajové teorie často používají v souvislosti s okrajovou vědou, diskutuje se o nich i v takových vědních oborech, jako je biblická kritika, historie, finance, právo, medicína a politika. Existují dokonce i v oborech, které jsou samy o sobě mimo hlavní proud, jako je kryptozoologie a parapsychologie.
Okrajové teorie se setkávají s různou mírou přijetí v akademické sféře. Finanční novinář Alexander Davidson charakterizoval okrajové teorie jako "šířené malou skupinou zarytých příznivců", které však nemusí být bez opodstatnění. Daniel N. Robinson je popsal jako "mezistupeň mezi rozhodující slepou uličkou a nakonec věrohodnou produktivní teorií". Tento termín se však používá i v pejorativním významu; zastánci okrajových teorií jsou označováni za podivíny nebo blázny, kteří jsou mimo realitu. V tomto smyslu se do jisté míry překrývají s jinými odmítavými označeními, jako jsou pseudoarcheologie, pseudohistorie a pseudověda. Označení myšlenek jako okrajových teorií může být méně pejorativní než označení pseudověda. Ačkoli je nepravděpodobné, že by někdo označil svou vlastní práci za pseudovědu, astrolog David Cochrane je "hrdý na to, že je okrajový teoretik".
Tento termín se používá také pro označení konspiračních teorií. Takové teorie podle Richarda Hofstadtera "vysvětlují" historické nebo politické události jako dílo mocné tajné organizace – "rozsáhlé, zákeřné, nadpřirozeně účinné mezinárodní konspirační sítě". Spiklenci mají "téměř nadlidskou sílu a lstivost", jak popisuje historička Esther Webmanová.
Margaret Wertheimová navrhla, aby se k okrajovým teoriím přistupovalo podobně jako k umění outsiderů. V roce 2003 byla kurátorkou výstavy v Muzeu umění v Santa Monice, která byla věnována dílu okrajového fyzika Jima Cartera.

### Demarkační problém
Wertheim napsal, že "uznávaný fyzik ... většinou pozná okrajovou teorii na první pohled", když se objeví v podobě výstředně formátovaného rukopisu. Je však obtížné rozlišovat mezi okrajovými teoriemi a respektovanými menšinovými teoriemi. Funkční definice toho, co je okrajová teorie, nemusí být ve skutečnosti možná. Jedná se o aspekt demarkačního problému, který se vyskytuje jak ve vědě, tak v humanitních vědách.
Geolog Steven Dutch přistoupil k vymezení problému tak, že rozdělil vědecké myšlenky do tří kategorií: okrajové, hraniční a středové, a to na základě jejich souladu s vědeckou metodologií a úrovně jejich přijetí. Pozdější autoři, včetně Richarda Duschla, tyto kategorie rozšířili. Podle Duschlova systému je okrajová teorie směsicí legitimních nových myšlenek a pseudovědy; čeká na analýzu, která určí, zda přejde mezi "hraniční" teorie, nebo bude zcela odmítnuta.

## Přijetí okrajových teorií hlavním proudem

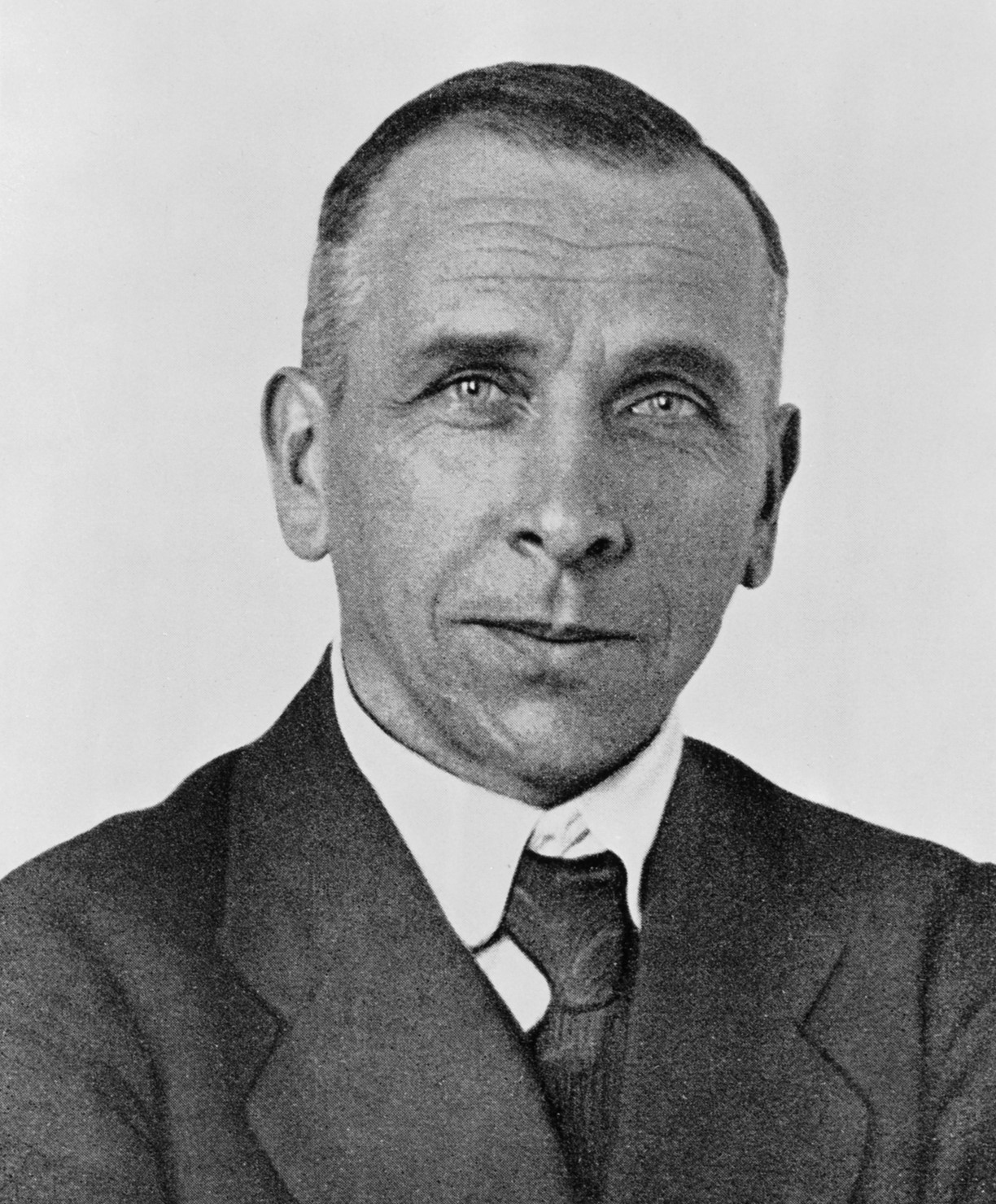
Alfred Wegener představil teorii kontinentálního driftu, okrajovou teorii, která byla později přijata hlavním vědeckým proudem.

Většina okrajových teorií se nikdy nestane součástí uznávané vědy. Odmítnuté myšlenky mohou přispět k upřesnění hlavního myšlenkového proudu, ale většina vedlejších teorií je prostě nesprávná a nemá širší dopad. Nicméně některé myšlenky jsou postupně přijímány stále šířeji, až přestanou být považovány za okrajové teorie a někdy se dokonce stanou hlavním proudem.
Všeobecně známým příkladem je teorie kontinentálního driftu Alfreda Wegenera, která se nakonec stala základem uznávaného modelu deskové tektoniky. Mezi další myšlenky, které tímto přerodem prošly, patří zárodečná teorie nemoci, Birkelandovo vysvětlení polární záře, priony, a teorie komplexity v řízení projektů. Behaviorální finance byly v roce 2002 v jednom článku v časopise popsány jako "na okraji ... moderní finanční teorie", ale od té doby se široce uplatňují v mnoha oblastech podnikání.
Někdy není změna postupná, ale představuje změnu paradigmatu. Andrew Bluestone v časopise New York Law Journal popsal, jak jediný soudní případ v New Yorku změnil používání obskurního zákona obecného práva týkajícího se pochybení advokátů z "okrajové právní teorie" na přijatelný, hlavní důvod pro soudní řízení v tomto státě.
Podobně mohou být dřívější mainstreamové teorie, jako je flogiston a luminiscenční éter, překonány a odsunuty na okraj zájmu.
Takové posuny mezi okrajovými a uznávanými teoriemi nejsou vždy jednoznačné. V roce 1963 napsal Reuben Fine, že hlavní proud psychologie sice přijal některé aspekty psychoanalýzy Sigmunda Freuda, ale mnoho studentů tohoto oboru se domnívá, že psychoanalýza je "šílená okrajová teorie, která má s vědeckou psychologií jen málo společného". V současné době je obecně psychoanalýza považována za zdiskreditovanou. Frederick Crews prohlásil: "Pokud se poradíte s fakultami psychologie na nejlepších amerických univerzitách, nenajdete dnes téměř nikoho, kdo by věřil ve freudovský myšlenkový systém. Jako výzkumné paradigma je v podstatě mrtvý."

## Falešná vyváženost
Zpravodajská média mohou hrát roli v šíření a popularizaci okrajových teorií. Média někdy redukují složitá témata na dvě strany a formulují problémy ve smyslu outsidera, který bojuje proti mainstreamové teorii. Biblista Matthew Collins napsal, že toto zjednodušení může být "zkreslující a zavádějící, zejména když je ve jménu neutrality a spravedlnosti povýšena do role stejně legitimního soupeře za vlasy přitažená okrajová teorie". Tato falešná ekvivalence se může stát očekávaným chováním médií. Když deník The New York Times zveřejnil článek, který důrazně podporoval hlavní vědecký proud v otázce thiomersalu a vakcín, ostatní zástupci médií odsoudili Times za to, že údajnou souvislost mezi očkováním a autismem vykreslují jako okrajovou teorii. Článek v Times označili za "hit piece", tedy publikovaný článek nebo příspěvek, jehož cílem je ovlivnit veřejné mínění tím, že prezentuje nepravdivé nebo neobjektivní informace tak, aby vypadaly objektivně a pravdivě.
Otázky falešné vyváženosti se objevují také ve vzdělávání, zejména v souvislosti se sporem o stvoření a evoluci. Kreacionismus byl zdiskreditován jako okrajová teorie podobná lamarckismu nebo kosmologii Immanuela Velikovského Světy ve střetu. Protože zastánci kreacionismu chtějí, aby se ve školách prezentovala pouze jimi preferovaná alternativa, nikoli celá škála menšinových názorů, snaží se vykreslit vědecké poznatky o této otázce jako rovnoměrně rozdělené pouze mezi dva modely.